# RuPaul's Drag Race (sesta edizione)
La sesta edizione di RuPaul's Drag Race è andata in onda negli Stati Uniti a partire dal 24 febbraio 2014 sulla rete televisiva LogoTv. In Italia è stata trasmessa tramite la piattaforma streaming Netflix. In questa edizione, come in quella precedente, ci sono state 14 concorrenti. Il cast è stato annunciato ufficialmente l'8 dicembre 2013. La colonna sonora utilizzata durante la sfida principale è stata Sissy That Walk mentre per i titoli di coda fu utilizzata Dance With U, entrambe tratte dall'album Born Naked di RuPaul. Per la prima volta nella storia del programma l'ingresso delle concorrenti è stato diviso in due parti, tra la prima e la seconda puntata, ciascuno in gruppi da sette.
Bianca Del Rio, vincitrice dell'edizione, ha ricevuto come premio 100000 $, una fornitura di cosmetici della COLOREVOLUTION cosmetics e una corona di Fierce Drag Jewels. BenDeLaCrème ha vinto il titolo di Miss Simpatia.
Adore Delano prenderà parte alla seconda edizione di RuPaul's Drag Race All Stars, BenDeLaCreme e Milk alla terza, Gia Gunn alla quarta, mentre Trinity K. Bonet prenderà parte alla sesta edizione e Darienne Lake all'ottava. Già Gunn prenderà anche parte anche alla seconda edizione della versione cilena del programma chiamata The Switch Drag Race.

## Concorrenti
Le quattordici concorrenti che hanno preso parte al reality show sono state:
| Concorrente       | Vero nome           | Età | Città                       | Posizionamento |
| ----------------- | ------------------- | --- | --------------------------- | -------------- |
| Bianca Del Rio    | Roy Haylock         | 37  | New York – New York         | Vincitrice     |
| Adore Delano      | Dani Noriega        | 23  | Azusa – California          | Finaliste      |
| Courtney Act      | Shane Jenek         | 31  | West Hollywood – California | Finaliste      |
| Darienne Lake     | Greg Meyer          | 41  | Rochester – New York        | 4º posto       |
| BenDeLaCreme      | Benjamin Putnam     | 31  | Seattle – Washington        | 5º posto       |
| Joslyn Fox        | Patrick Joslyn      | 26  | Worcester – Massachusetts   | 6º posto       |
| Trinity K. Bonet  | Joshua Jamal Jones  | 22  | Atlanta – Georgia           | 7º posto       |
| Laganja Estranja  | Jay Evan Jackson    | 24  | Van Nuys – California       | 8º posto       |
| Milk              | Daniel Donigan      | 25  | Syracuse – New York         | 9º posto       |
| Gia Gunn          | Gia Ketaro Ichikawa | 23  | Chicago – Illinois          | 10º posto      |
| April Carrión     | Jason Carrión       | 24  | Guaynabo – Porto Rico       | 11º posto      |
| Vivacious         | Osmond Vacious      | 40  | New York – New York         | 12º posto      |
| Magnolia Crawford | Reynolds Engelhart  | 28  | Seattle – Washington        | 13º/14º posto  |
| Kelly Mantle      | Kelly Leroy Mantle  | 37  | Los Angeles – California    | 13º/14º posto  |

1. ↑  Kelly Mantle e Magnolia Crawford hanno gareggiato in due episodi separati e quindi, entrambe sono stati le prime a tornare a casa nei rispettivi episodi.

## Tabella eliminazioni
| Ordine | Episodi   | Episodi  | Episodi   | Episodi  | Episodi  | Episodi  | Episodi  | Episodi  | Episodi  | Episodi  | Episodi  | Episodi  | Episodi        |
| Ordine | 1         | 2        | 3         | 4        | 5        | 6        | 7        | 8        | 9        | 10       | 11       | 12       | 14             |
| ------ | --------- | -------- | --------- | -------- | -------- | -------- | -------- | -------- | -------- | -------- | -------- | -------- | -------------- |
| 1      | BenDeLa   | Bianca   | Darienne  | Courtney | BenDeLa  | Adore    | Adore    | Bianca   | Courtney | Bianca   | Adore    | Adore    | Bianca Del Rio |
| 2      | April     | Trinity  | Courtney  | Adore    | Bianca   | Bianca   | Laganja  | Trinity  | Bianca   | BenDeLa  | Bianca   | Bianca   | Adore Delano   |
| 3      | Gia       | Milk     | Bianca    | BenDeLa  | Adore    | Joslyn   | Bianca   | Darienne | BenDeLa  | Courtney | Courtney | Courtney | Courtney Act   |
| 4      | Laganja   | Courtney | Trinity   | Bianca   | Courtney | BenDeLa  | Trinity  | Adore    | Darienne | Darienne | Darienne | Darienne |                |
| 5      | Adore     | Joslyn   | Joslyn    | Milk     | Joslyn   | Courtney | Courtney | Courtney | Joslyn   | Adore    | BenDeLa  |          |                |
| 6      | Vivacious | Darienne | Milk      | Gia      | Darienne | Laganja  | Joslyn   | BenDeLa  | Adore    | Joslyn   |          |          |                |
| 7      |           |          | BenDeLa   | Laganja  | Trinity  | Darienne | BenDeLa  | Joslyn   | Trinity  |          |          |          |                |
| 8      |           |          | Laganja   | Joslyn   | Milk     | Trinity  | Darienne | Laganja  |          |          |          |          |                |
| 9      |           |          | Gia       | Darienne | Laganja  | Milk     |          |          |          |          |          |          |                |
| 10     |           |          | Adore     | Trinity  | Gia      |          |          |          |          |          |          |          |                |
| 11     |           |          | April     | April    |          |          |          |          |          |          |          |          |                |
| 12     |           |          | Vivacious |          |          |          |          |          |          |          |          |          |                |
| 13     | Kelly     | Magnolia |           |          |          |          |          |          |          |          |          |          |                |
| 14     | Kelly     | Magnolia |           |          |          |          |          |          |          |          |          |          |                |

Legenda:
     Il concorrente ha vinto la gara
     I concorrenti sono arrivati in finale ma non hanno vinto la gara
     Il concorrente ha vinto la puntata
     Il concorrente figura tra i primi ma non ha vinto la puntata
     Il concorrente è salvo ed accede alla puntata successiva (l'ordine di chiamata è casuale)
     Il concorrente figura tra gli ultimi ma non ed è a rischio eliminazione
     Il concorrente figura tra gli ultimi 2 ed è a rischio eliminazione
     Il concorrente è stato eliminato

## Giudici
- RuPaul
- Michelle Visage
- Santino Rice

### Giudici ospiti
- Adam Lambert
- Mike Ruiz
- Khloe Kardashian
- Lena Headey
- Linda Blair
- Lucian Piane
- Sheryl Lee Ralph
- Gillian Jacobs
- Heather McDonald
- Eve
- Trina
- Leah Remini
- Lainie Kazan
- Bruce Vilanch
- Jaime Pressly
- Chaz Bono
- Georgia Holt
- Paula Abdul
- Neil Patrick Harris
- David Burtka
- Bob Mackie
- Khloe Kardashian

## Special Guest
- Chaz Bono
- Ian Drew
- Georgia Holt
- Lainie Kazan
- Lucian Piane
- Bruce Vilanch
- Our Lady J

## Riassunto episodi

### Episodio 1 -RuPaul's Big Opening
I giudici ospiti della puntata sono Adam Lambert e Mike Ruiz.
- La mini sfida: La puntata si apre con l'ingresso di sette dei quattordici concorrenti partendo con Adore Delano e finendo con Vivacious. RuPaul incontra i concorrenti e spiega loro che la grande apertura di quest'edizione sarà divisa in due parti e che non ci sarà più l'immunità come nelle stagione passate. Infine, annuncia che per la loro mini sfida, i concorrenti dovranno fare un servizio fotografico facendo un salto nel vuoto con dietro lo sfondo di una televisione (in onore del fatto che questa stagione sarà trasmessa in televisione in HDS). Il vincitore della mini sfida è Laganja Estranja.
- La sfida principale: Per la sfida principale, i concorrenti devono creare un look glamour, usando il materiale delle altre serie tv. Visto che Laganja ha vinto la mini sfida, lei sceglie i pacchi delle serie tv per ogni queen; Laganja ha "Dancing With The Stars", April ottiene "Duck Dynasty", Gia ottiene "Keeping Up With The Kardashians", Vivacious ottiene "Game Of Thrones", Adore ottiene "Here Comes Honey Boo Boo", Kelly ottiene "Downton Abbey", ed, infine, BenDeLa ottiene "Golden Girls". Vivacious e Kelly Mantle sono le peggiori della puntata, mentre BenDeLaCreme è la migliore della puntata.
- L'eliminazione: Vivacious e Kelly Mantle vengono chiamate ad esibirsi con la canzone Express Yourself di Madonna. Vivacious si salva mentre Kelly Mantle viene eliminato dalla competizione.

### Episodio 2 -RuPaul's Big Opening Part 2
Il giudice ospite della puntata è Khloe Kardashian.
- La mini sfida: La puntata si apre con l'ingresso degli ultime sette dei quattordici concorrenti partendo con Bianca Del Rio e finendo con Darienne Lake. RuPaul incontra i concorrenti e spiega loro che la grande apertura di quest'edizione sarà divisa in due parti e che sono già arrivate delle altre queens e una di loro è già stata eliminata. Successivamente, dice che per la loro mini sfida, i concorrenti dovranno fare un servizio fotografico facendo una battaglia di cuscini con i membri della pit-crew. Il vincitore della mini sfida è Trinity K. Bonet.
- La sfida principale: Per la sfida principale, i concorrenti devono creare un look glamour, usando gli "avanzi" di alcune feste. Visto che Trinity ha vinto la mini sfida, lei sceglie i pacchi delle feste per ogni queen; Trinity ha il pacco della festa da principessa, Darienne ottiene il pacco della festa di San Patrizio, Joslyn ottiene il pacco della festa dei quindici anni, Magnolia ottiene il pacco della festa country, Courtney ottiene il pacco della festa repubblicana, Bianca ottiene il pacco della festa hawaiana ed, infine, Milk ottiene il pacco della toga party. Darienne Lake e Magnolia Crawford sono le peggiori della puntata, mentre Bianca Del Rio è la migliore della puntata.
- L'eliminazione: Darienne Lake e Magnolia Crawford vengono chiamate ad esibirsi con la canzone Turn the Beat Around di Vicki Sue Robinson. Darienne Lake si salva mentre Magnolia Crawford viene eliminato dalla competizione.

### Episodio 3 -Scream Queens
I giudice ospiti della puntata sono Lena Headey e Linda Blair. Per la sfilata dovranno sfilare con il loro miglior look.
- La mini sfida: Per la mini sfida i concorrenti, divisi in coppie, devono creare un lip-sync a tema spiaggia usando il torso di uno e le gambe di un altro. I vincitori della mini sfida sono Adore Delano e Milk.
- La sfida principale: Per la sfida principale, i concorrenti devono recitare in un mini film horror, divisi in due gruppi, Drag Race Me To Hell (ambientato negli anni '60) composto da Milk, Bianca, Darienne, Courtney, Joslyn ed, infine, Trinity; mentre il secondo è Drag Race Me To Hell 5 (ambientato negli anni '80) composto da Adore, Laganja, BenDeLa, Gia, April ed, infine, Vivacious. April Carrión e Vivacious sono le peggiori della puntata, mentre Darienne Lake è la migliore della puntata.
- L'eliminazione: April Carrión e Vivacious vengono chiamate ad esibirsi con la canzone Shake It Up di Selena Gomez. April Carrión si salva mentre Vivacious viene eliminato dalla competizione.

### Episodio 4 -Shade: The Rusical
I giudici ospiti della puntata sono Lucian Piane e Sheryl Lee Ralph. Per la sfilata dovranno sfilare con look per una "Premiazione dei Tony Awards".
- La sfida principale: Per la sfida principale, i concorrenti devono cantare dal vivo in un musical chiamato Shade: The Rusical! e vengono divisi in due gruppi che reciteranno rispettivamente nel primo e nel secondo atto, capitanti da BenDeLaCreme e Adore Delano. Il gruppo di Ben è formato da: BenDeLa, Courtney, Bianca, Darienne, Gia ed, infine, Trinity; invece, il gruppo di Adore è formato da: Adore, Milk, Laganja, Joslyn ed, infine, April. Nel primo atto del musical Penny, una razza di periferia, arriva in una città e fa delle conoscenze sui vari tipi di queen, sognando di diventare come loro, ad un certo punto, incontra una strega che gli dà dell'olio di pesce che la farà diventare una grande star. Invece secondo atto vediamo che Penny è bensì diventa una grande star, ma allo stesso tempo è diventata malvagia, ma a causa di troppo olio di pesce cadrà e morirà sul palco. Trinity K. Bonet e April Carrión sono le peggiori della puntata, mentre Courtney Act è la migliore della puntata.
- L'eliminazione: Trinity K. Bonet e April Carrión vengono chiamate ad esibirsi con la canzone Every Woman di Chaka Khan. Trinity K. Bonet si salva mentre April Carrión viene eliminato dalla competizione.

### Episodio 5 -Snatch Game
I giudici ospiti della puntata sono Gillian Jacobs e Heather McDonald. Il tema della sfilata è "Le mille notti di Ru", dove i concorrenti dovranno sfilare con un look ispirato ad uno di RuPaul.
- La sfida principale: Per la sfida principale, i concorrenti dovranno giocare al gioco più famoso del programma Snatch Game, gioco dove i concorrenti dovranno impersonare una celebrità.

| Concorrenti      | Celebrità impersonate |
| ---------------- | --------------------- |
| Adore Delano     | Anna Nicole Smith     |
| BenDeLaCreme     | Maggie Smith          |
| Bianca Del Rio   | Judge Judy            |
| Courtney Act     | Fran Drescher         |
| Darienne Lake    | Paula Deen            |
| Gia Gunn         | Kim Kardashian        |
| Joslyn Fox       | Teresa Giudice        |
| Laganja Estranja | Rachel Zoe            |
| Milk             | Julia Child           |
| Trinity K. Bonet | Nicki Minaj           |

Laganja Estranja e Gia Gunn sono le peggiori della puntata, mentre BenDeLaCreme è la migliore della puntata.
- L'eliminazione: Laganja Estranja e Gia Gunn vengono chiamate ad esibirsi con la canzone Head To Toe di Lisa Lisa & Cult Jam. Laganja Estranja si salva mentre Gia Gunn viene eliminata dalla competizione.

### Episodio 6 -Oh No She Betta Don't!
I giudici ospiti della puntata sono Eve e Trina. Il tema della sfilata è "Crazy, Sexy, Cool".
- La mini sfida: Per la mini sfida, i concorrenti devono "leggersi" a vicenda, ovvero dire qualcosa di cattivo ad un'altra persona ma facendolo in modo scherzoso. Il vincitore della mini sfida è Darienne Lake.
- La sfida principale: Per la sfida principale, i concorrenti devono dividersi in due gruppi e creare dei versi rap per il singolo di RuPaul Oh No She Betta Don't (con DJ ShyBoy) e recitare nel video, che è a tema anni '90. Visto che Darienne Lake ha vinto la mini sfida decide il suo gruppo, che è composto da: Darienne, Bianca, Laganja, Adore e Courtney; mentre le rimaste (ovvero BenDeLa, Milk, Trinity e Joslyn) formano il secondo gruppo. A dirigere il video saranno le rapper Eve e Trina, che saranno i giudici ospiti della puntata. Trinity K. Bonet e Milk sono le peggiori della puntata, mentre Adore Delano è la migliore della puntata.
- L'eliminazione: Trinity K. Bonet e Milk vengono chiamate ad esibirsi con la canzone Whatta Man di Salt-n-Pepa e En Vogue. Trinity K. Bonet si salva mentre Milk viene eliminato dalla competizione.

### Episodio 7 -Glamazon by Colorevolution
I giudici ospiti della puntata sono Leah Remini e Lainie Kazan. Il tema della sfilata è "Bianco e Nero".
- La mini sfida: Per la mini sfida, i concorrenti devono mettersi in drag e presentare della frutta e vegetali in un modo seducente. Il vincitore della mini sfida è Laganja Estranja.
- La sfida principale: Per la sfida principale, i concorrenti vengono divisi in quattro coppie, che sono Laganja - Adore, Trinity - Bianca, Joslyn - Courtney, Darienne - BenDeLa. In questa sfida i concorrenti devono presentare i cosmetici di RuPaul Glamazon in uno spot pubblicitario di 30 secondi e ad ognuna delle coppie è stato dato un tipo di personaggio da interpretare, Laganja - Adore devono essere ragazze adolescenti, Joslyn - Courtney devono essere delle MILF, Trinity - Bianca devono essere delle imprenditrici sexy, Darienne - BenDeLa devono essere delle panterone. Darienne Lake e BenDeLaCreme sono le peggiori della puntata, mentre Adore Delano e Laganja Estranja sono le migliori.
- L'eliminazione: Darienne Lake e BenDeLaCreme vengono chiamate ad esibirsi con la canzone Point of No Return di Exposé. Darienne Lake si salva ma RuPaul non vuole eliminare BenDeLaCreme perché pensa che ci sia del vero potenziale, quindi la salva e non c'è nessuna eliminazione.

### Episodio 8 -Drag Queens of Comedy
I giudici ospiti della puntata sono Bruce Vilanch e Jaime Pressly.
- La mini sfida: Per la mini sfida, i concorrenti devono fare un lip-sync sottosopra di una canzone di RuPaul. Il vincitore della mini sfida è Joslyn Fox.
- La sfida principale: Per la sfida principale, i concorrenti devono fare uno spettacolo comico davanti a un pubblico di anziani. Visto che Joslyn ha vinto la mini sfida a lui spetterà la scaletta, che è: Darienne, Courtney, Adore, BenDeLa, Laganja, Trinity, Joslyn ed, infine, Bianca. Joslyn Fox e Laganja Estranja sono le peggiori della puntata, mentre Bianca Del Rio è la migliore della puntata.
- L'eliminazione: Joslyn Fox e Laganja Estranja vengono chiamate ad esibirsi con la canzone Stupid Girls di P!nk. Joslyn Fox si salva mentre Laganja Estranja viene eliminato dalla competizione.

### Episodio 9 -Drag Queens of Talk
I giudici ospiti della puntata sono Chaz Bono, Georgia Holt e Paula Abdul. Per la sfilata dovranno indossare un look ispirato ad un animale.
- La mini sfida: Per la mini sfida, i concorrenti giocheranno ad un gioco in cui dovranno scoprire delle parole grazie ad un indizio fornito da RuPaul e dall'aiuto della Pit-crew. Il vincitore della mini sfida è BenDeLaCreme.
- La sfida principale: Per la sfida principale, i concorrenti dovranno intervistare in live due celebrità ovvero Chaz Bono, figlio di Cher, e Georgia Holt, mamma di Cher; quest'ultimi due saranno i giudici ospiti della puntata. Adore Delano e Trinity K. Bonet sono le peggiori della puntata, mentre Courtney Act è la migliore della puntata.
- L'eliminazione: Adore Delano e Trinity K. Bonet vengono chiamate ad esibirsi con la canzone Vibeology di Paula Abdul. Adore Delano si salva mentre Trinity K. Bonet viene eliminato dalla competizione.

### Episodio 10 -Drag My Wedding
I giudici ospiti della puntata sono Neil Patrick Harris e David Burtka.
- La mini sfida: Per la mini sfida, i concorrenti dovranno "dipingere" dei quadri con il loro corpo, in onore dei matrimoni fra gli stessi sessi. Il vincitore della mini sfida è Bianca Del Rio.
- La sfida principale: Per la sfida principale, i concorrenti dovranno fare un makeover a degli uomini che si devono sposare e dovranno diventare delle drag e accompagneranno la "sposa" sul palcoscenico dove ci saranno gli "sposi" ad attenderli.

| Concorrente    | Figlia in Drag vero nome | Figlia in Drag    |
| -------------- | ------------------------ | ----------------- |
| Adore Delano   | Ryan                     | Honey Bun Delano  |
| BenDeLaCreme   | Kevin                    | Suzette à la Mode |
| Bianca Del Rio | Alex                     | Fifi Del Rio      |
| Courtney Act   | Steve                    | Rien Act          |
| Darienne Lake  | Damon                    | Ann Drogyny       |
| Joslyn Fox     | Brandon                  | Bradonna Fox      |

Adore Delano e Joslyn Fox sono le peggiori della puntata, mentre Bianca Del Rio è la migliore della puntata.
- L'eliminazione: Adore Delano e Joslyn Fox vengono chiamate ad esibirsi con la canzone Think di Aretha Franklin. Adore Delano si salva mentre Joslyn Fox viene eliminato dalla competizione.

### Episodio 11 -Glitter Ball
I giudici ospiti della puntata sono Bob Mackie e Khloe Kardashian.
- La mini sfida: Per la mini sfida, i concorrenti devono pescare a sorte un pupazzo che rappresenti uno degli altri concorrenti, metterlo in drag e fare un siparietto imitando l'altro concorrente. Adore pesca BenDeLa, Bianca pesca Adore, BenDeLa pesca Bianca, Darienne pesca Courtney, ed, infine, Courtney pesca Darienne. Il vincitore della mini sfida è BenDeLaCreme.
- La sfida principale: Per la sfida principale, i concorrenti dovranno creare un numero di apertura per il Glitter Ball, a cui parteciperanno presentando 3 look differenti, e il terzo dovrà essere fatto a mano:

- Ghetto Girl: I concorrenti devono realizzare un outfit da ragazzacce dal ghetto;
- Donna d'Affari: I concorrenti devono realizzare un outfit da donna d'affari;
- Eleganza in un tripudio di gioielli: I concorrenti devono realizzare un outfit in cui dovranno essere incluse molte pietre preziose.
Darienne Lake e BenDeLaCreme sono le peggiori della puntata, mentre Adore Delano è la migliore della puntata.
- L'eliminazione: Darienne Lake e BenDeLaCreme vengono chiamate ad esibirsi con la canzone Stronger (What Doesn't Kill You) di Kelly Clarkson. Darienne Lake si salva mentre BenDeLaCreme viene eliminato dalla competizione.

### Episodio 12 -Sissy That Walk!
Per questo episodio, i concorrenti rimasti dovranno partecipare al video musicale della canzone di RuPaul Sissy That Walk. Poi Michelle Visage li avvisa che dovranno andare ad un pranzo con RuPaul per parlare del loro percorso nella vita e nella competizione ed, infine, li avvisa che dovranno recitare insieme a RuPaul in delle scene. Il lipsync finale è fatto con la canzone Sissy That Walk, dove Darienne Lake viene eliminata, mentre Adore Delano, Bianca Del Rio e Courtney Act accedono alla finale.

### Episodio 13 -Countdown To The Crown
In questo episodio RuPaul mostra immagini e contenuti inediti relativi alla stagione, e ci sono delle apparenze speciali, ovvero le queen delle stagioni passate, come Alaska, Jinkx Monsoon, Jujubee, Latrice Royale, Manila Luzon, Raja, Raven, Shangela Laquifa Wadley, Sharon Needles (che imita Michelle Visage), e Tammie Brown. E viene mostrato in anteprima mondiale il video di Sissy That Walk.

### Episodio 14 -The Finale
Nell'ultimo episodio le queen della stagione si riuniscono e discutono di loro durante la stagione. Poi, viene annunciata Miss Congeniality e viene incoronata la vincitrice della sesta stagione.
Il titolo di Miss Congeniality lo vince BenDeLaCreme, e la vincitrice della sesta stagione è Bianca Del Rio.